# توماس إل. بلانتون
توماس إل. بلانتون (بالإنجليزية: Thomas L. Blanton)‏ هو قاضي ومحامي وسياسي أمريكي، ولد في 25 أكتوبر 1872 في هيوستن في الولايات المتحدة، وتوفي في 11 أغسطس 1957 في ألباني في الولايات المتحدة. حزبياً، نشط في الحزب الديمقراطي. وقد انتخب عضو مجلس النواب الأمريكي.